# Vaccin anticocaïne
 (avril 2023).
Alors que l'addiction à la cocaïne a beaucoup progressé durant la fin du XXe siècle et dans les années 2000, et notamment parce qu'elle peut faciliter la diffusion de maladies émergentes ou réémergente (la cocaïne cause des dommages respiratoires et prédispose à la tuberculose), il a été  proposé dans les années 1990 de tester et développer un traitement d'immunisation passive, puis un vaccin contre la cocaïne (immunisation active). 
Il est le plus innovant des traitements testés à ce jour contre la cocaïne, et le plus porteur d'espoir contre cette addiction,. Il se montre actif et efficace chez la souris et le rat de laboratoire. 
Les premiers tests montrent qu'un vaccin peut effectivement bloquer tout ou une partie des effets de la cocaïne et, par la suite, le phénomène d'addiction chez un nombre important des patients testés, mais il nécessite des vaccins de rappels et donc une motivation importante du patient. Des études sont encore nécessaires pour le passage du modèle animal à l'Homme.

## Principe
Le vaccin induit la production d'anticorps contre la cocaïne.  

## Histoire
Deux stratégies alternatives aux traitements médicamenteux classiques ont été proposées : l'immunisation passive et la vaccination. 
Ces deux stratégies ont une longue tradition et très peu de preuves empiriques d'efficacité (Kantak, 2003). 
- Immunisation passive : dans ce cas, des « anticorps catalytiques » sont injectés au patient. Dans le sang, ces anticorps se lient à la cocaïne, cette dernière étant ensuite hydrolysée (décomposée) en produits inactifs (ester de méthyle ecgonine et acide benzoïque).

- Un vaccin contre la cocaïne : il cherche à bloquer les effets de la cocaïne en utilisant des anticorps de cocaïne (Bagasra et al., 1992 ; Garcia Sevilla, 1997 ; Navarro et Rodríguez de Fonseca, 2000).  
Cette approche est unique dans la pharmacothérapie de la dépendance à la cocaïne. Elle est issue d'expériences de vaccination qui ont démontré chez l'animal (souris, rat) la production d'anticorps spécifiques ciblant la cocaïne chez les animaux[7],[6],[8],[9]. 
Des anticorps spécifiques anti-cocaïne peuvent cibler et séquestrer les molécules de cocaïne dans le sang, permettant alors à des enzymes naturelles (cholinestérases) de dégrader la cocaïne en métabolites inactifs qui seront ensuite excrétés. 
Les anticorps ne pouvant pas traverser la barrière hématoencéphalique, les effets psychoactifs de la drogue devraient être supprimés. Par suite, l'effet de renforcement de l'utilisation continue de la cocaïne devrait être amorti puis annulé. 
En outre, par rapport à un médicament, le vaccin présente l'avantage d'avoir un effet qui persiste durant des mois, évitant une prise contraignante et quotidienne de médicaments.[réf. nécessaire]

## Efficacité et innocuité
L'innocuité et l'immunogénicité d'un premier vaccin thérapeutique contre la cocaïne (TA-CD) ont été étudiées par une étude randomisée en double aveugle lors d'un essai clinique contre placebo, sur 34 anciens utilisateurs de cocaïne. Les résultats ont conclu à un effet dose-dépendant dans le temps, et une bonne tolérance, sans effets indésirables graves durant les 12 mois de suivi.
Une « étude randomisée ouverte » (c'est-à-dire une étude sans placebo, dans laquelle le médecin comme le patient savent quel médicament est attribué) a ensuite porté sur le vaccin (de 14 semaines) ; on a étudié à dose croissante l'innocuité, l'immunogénicité et l'efficacité clinique du vaccin contre la cocaïne ; dix sujets cocaïnomanes ont reçu une dose totale de 400 mg de vaccin en quatre injections au cours de 8 semaines et huit sujets cocaïnomanes ont reçu une dose totale de 2 000 mg de vaccin en cinq injections sur une période de 12 semaines. Les résultats ont montré un taux élevé d'immunisés, sans événement indésirable grave et avec une bonne tolérance et une probabilité significativement plus élevée de non détection de cocaïne dans les urines à 6 mois dans le groupe ayant reçu la dose élevée, soit un résultat très encourageant par rapport aux autres stratégies pharmacologiques, mais qui reste statistiquement peu significatif et doit être reproduit dans d'autres études.

## Aspects éthiques
Ces résultats sont prometteurs mais ont néanmoins soulevés plusieurs questions éthiques,; Katsnelson (2004) : 
- un toxicomane peut-il réellement être consentant à un traitement ?
- les gouvernements ou les autorités sanitaires peuvent-ils, doivent-ils ou veulent-ils obliger les individus à haut risque à se faire vacciner, par exemple, pour réduire la criminalité et le blanchiment d'argent associés à la dépendance à la cocaïne ?
- si oui, qui décidera et dans quelles conditions, avec quels risques ?

Ces questions ont été soulevées aux États-Unis et au Royaume-Uni, où la société de biotechnologies Xenova a déposé un brevet pour le vaccin.

## Inconvénients ou limites du vaccin
Ce vaccin n'est pas actif sur une longue durée. Son efficacité est liée à une motivation continue du sujet qui doit périodiquement solliciter une vaccination de rappel (Kantak, 2003). Une motivation forte reste donc nécessaire, comme dans tous les traitements les plus efficaces anti-cocaïne et contre l'addiction en général.

## Pistes complémentaires de recherche
Parallèlement, la recherche porte aussi sur le développement de l'immunothérapie pour le traitement de l'overdose de cocaïne. 
Le principe repose sur l'utilisation de protéines, des anticorps monoclonaux anti-cocaïne capables de rapidement capturer les molécules de cocaïne présentes dans le sang, et d'inactiver leurs effets toxiques (Carrera et al., 2005).
Un tel anticorps dit GC92H2  a été testé sur la souris de laboratoire chez laquelle il s'est montré capable de significativement bloquer la toxicité de la cocaïne et de prévenir la mort de souris exposées à des doses normalement fatales. 
Des études complémentaires sont encore nécessaires à plus grande échelle pour évaluer plus précisément l'efficacité et l’innocuité d'un tel traitement chez l'homme.